# Erhard Lazi
Erhard Lazi (* 12. April 1923 in Heilbronn; † 23. Oktober 1997 in Balingen) war ein deutscher Jurist und Kommunalpolitiker.

## Werdegang
Erhard Lazi besuchte von 1933 bis 1941 die humanistischen Gymnasien in Heilbronn und Ulm. Nach Arbeitsdienst und Wehrdienst (1941 bis 1945) studierte er ab 1945 Rechts- und Wirtschaftswissenschaften an der Eberhard Karls Universität Tübingen und schloss sein Studium 1952 mit der Promotion ab. Während seines Studiums wurde er 1946 Mitglied der Burschenschaft Germania Tübingen. 1954 bis 1961 war er Stellvertreter des Landrats in Schwäbisch Hall, von 1961 bis 1968 als Oberregierungsrat Erster Landesbeamter beim Landratsamt Backnang. 
Vom 12. März 1968 bis zur Auflösung am 31. Dezember 1972 im Zuge der Kreisreform war er Landrat des Landkreises Balingen. Danach wurde er zum Amtsverweser des neu gegründeten Zollernalbkreises bestimmt und noch 1973 zum ersten Landrat gewählt. Er blieb bis zum 16. September 1981 im Amt. Danach arbeitete er als Rechtsanwalt in Balingen.